# Gransångare
Gransångare (Phylloscopus collybita) är en liten fågelart, en tätting, som tillhör familjen Phylloscopidae och som tidigare placerades i familjen sångare. Den är vanlig och häckar i öppen skogsmark i större delen i Europa, kring Medelhavet samt i delar av norra och centrala Asien. Denna flyttfågel övervintrar i södra och västra Europa, södra Asien och norra Afrika. Tidigare behandlades arterna kanariegransångare, iberisk gransångare, kashmirgransångare och berggransångare som underarter av gransångare.
Gransångaren är grönbrun på ovansidan och benvit på undersidan. Honan bygger ett skålformigt bo på marken, och tar det största ansvaret för att ruva och utfodra ungarna, medan hanen har liten inblandning i bobygget, men försvarar reviret mot rivaler och attackerar potentiella predatorer. 
Gransångaren är en insektsätande fågel som utsätts för predation av däggdjur som katter och mårddjur, samt fåglar, särskilt rovfåglar av släktet egentliga hökar. Den kan också drabbas av yttre eller inre parasiter. På grund av dess stora utbredning och population kategoriseras dess status som livskraftig.

## Systematik och utbredning

### Systematik
Den brittiske naturforskaren Gilbert White var en av de första att åtskilja den till utseendet likartade gransångaren ifrån lövsångare och grönsångare. Han skilde dem åt på sången och presenterade sina observationer 1789 i The Natural History and Antiquities of Selborne. Gransångaren beskrevs dock första gången formellt som Sylvia collybita av den franske ornitologen Louis Vieillot 1817 i hans Nouvelle Dictionnaire d'Histoire Naturelle.
Släktet Phylloscopus, som beskrevs av den tyske zoologen Heinrich Boie 1826, omfattar omkring 50 arter med små insektsätande sångare som antingen är grönaktiga eller bruna på ovansidan, och gulaktiga, benvita eller mattgula på undersidan. Släktet placerades tidigare inom den stora familjen sångare (Sylviidae), men urskiljs numera som den separata familjen lövsångare (Phylloscopidae).
Utifrån skillnader i morfologi, läte och genetisk data så påbörjades en diskussion under senare delen av 1990-talet huruvida den dåvarande artindelningen av gransångare inte egentligen bestod av ett flertal arter. 2003 meddelade Sveriges ornitologiska förening (numera BirdLife Sverige att dåvarande arten gransångare skulle delas upp i fyra arter. 
Gransångarens närmaste släktingar, utöver de taxa som tidigare kategoriserades som dess underarter, tillhör en grupp sångare som även de saknar ränder på hjässan, gul gump eller tydliga vingband. Några av dessa är lövsångare, bergsångare, grönsångare och dvärgsångare.

### Utbredning

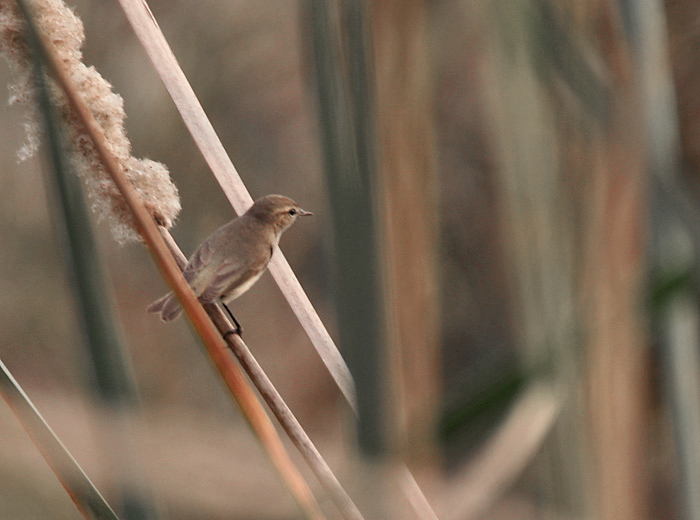
Underarten P. c. tristis fotograferad i Delhi.

Gransångaren häckar i Europa och Asien, österut till östra Sibirien och norrut till omkring 70oN, med isolerade populationer i nordvästra Afrika, norra och västra Turkiet och nordvästra Iran. Den häckar i stora delar av Europa utom på Island, delar av Spanien och Portugal och Grekland.
Den är en flyttfågel som, i sitt utbredningsområde, är en av de första tättingar att återvända till sitt häckningsområde på våren och bland de sista som flyttar i slutet av hösten. Den övervintrar i västra och södra Europa, Medelhavsområdet och delvis söder om Sahara.
Det finns en ökande tendens att arten övervintrar i västra Europa, långt norr om de traditionella områdena. Detta har särskilt observerats vid Englands sydkust, och i London som har ett milt urbant mikroklimat. Bland dessa övervintrande gransångare finns några av de östliga underarterna abietinus och tristis, så alla individer är säkerligen inte fåglar som har häckat lokalt, men flertalet är otvivelaktigt det.

### Underarter
Gransångaren delas upp i sex underarter:
- collybita-gruppen
  - Nordlig gransångare[12] (P. c. abietinus) – häckar från Skandinavien till Uralbergen, Kaukasus, Transkaukasus och norra Iran. Den övervintrar från sydöstra Europa och nordöstra Afrika, och österut till Irak och västra Iran.
  - Sydlig gransångare[12] (P. c. collybita) – häckar från Danmark till Pyrenéerna, Polen och Rumänien. Den övervintrar främst i södra delen av häckningsutbredningen runt Medelhavet och i Nordafrika.[6] Dess utbredning har ökat norrut in i Skandinavien sedan 1970 och närmar sig det södra utbredningsområdet av P. c. abietinus.[13]
  - P. c. brevirostris – häckar på höglandet i västra Turkiet och Svarta havets kustområden i norra Turkiet.
  - P. c. caucasicus – häckar öster om brevirostris på lägre nivåer så långt söderut som till Armenien.
  - P. c. menzbieri – häckar i bergsområden från nordöstra Iran, östra Elburz och Khorasan, och norrut till närliggande Turkmenistan.
- Sibirisk gransångare[12] (P. c. tristis) – häckar från Uralbergen till nordöstra Iran, norra Indien och Bangladesh. Den övervintrar bland annat i lägre Himalaya.[6]

Sibirisk gransångare kategoriseras ibland som en egen art på grund av dess distinkta fjäderdräkt och läten, Phylloscopus tristis.

### Förekomst i Sverige
I Sverige förekommer nordlig gransångare i norra Sverige och sydlig, i de södra delarna. Den är ganska allmän i barrskogsområden i den norra delen av landet, men häckningspopulationen i södra Sverige ökar och breder ut sig norrut, så pass att den numera beskrivs som förekommande över större delen av landet, från Skåne till Norrbotten och även i de sydliga lappmarkerna. I Sverige kommer de första gransångarna tillbaka redan i mars, men flertalet anländer i april–maj. De flesta flyttar i september-oktober, men enstaka fåglar övervintrar i södra Sverige.

## Utseende, läte och fältkännetecken

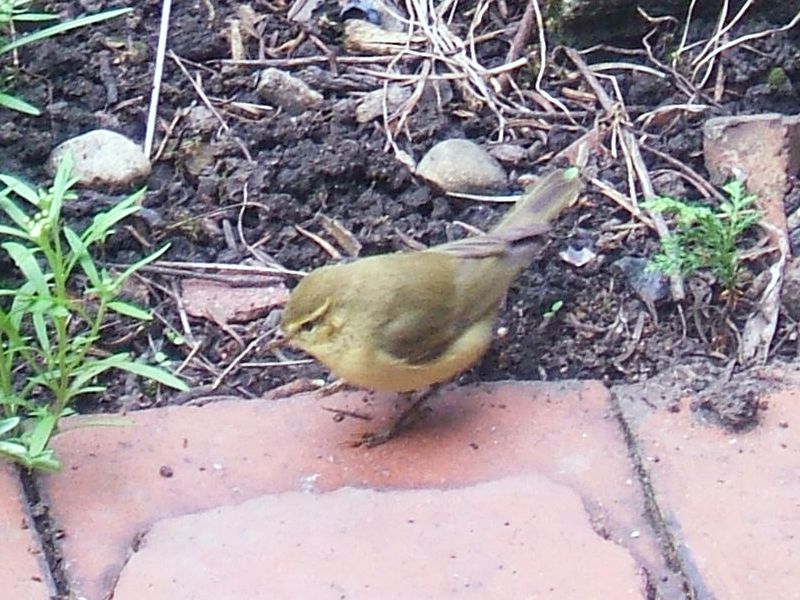
Nominatformen P. c. collybita

Gransångaren är en liten, satt, 10–12 centimeter lång fågel. Hanen väger 7–8 gram, och honan 6–7 gram. Adult fågel i vårdräkt av nominatformen   P. c. collybita har en matt brungrön ovansida, benvit undersida som blir gulaktig på sidorna, och ett kort vitaktigt ögonbrynsstreck. Den har mörka ben och smal mörk näbb, och kort handpenneprojektion (handpennornas utsträckning utanför den slutna vingen). När fjäderdräkten slits blir den mattare och brunare, och det gula på sidorna tenderar att gå förlorat, men efter häckningssäsongen sker en utdragen fullständig ruggning före flyttningen.
En just flygfärdig juvenil är brunare på ovansidan än den adulta fågeln och har en gulvit undersida. Den ruggar omkring 10 veckor efter att den fått sin första fjäderdräkt och efter ruggningen har den, precis som den adulta efter ruggningen, klarare och grönare ovansida och blekare ögonbrynsstreck.
Morfologiskt ligger P. c. abietinus  mellan P. c. tristis och P. c. collybita. Den är olivgrön med grå anstrykning på ovansidan med blekt gult ögonbrynsstreck, och undersidan är vitare än hos P. c. collybita, men dess läten är mycket lika nominatformens. På grund av individuella variationer kan det vara svårt att tillförlitligt göra en åtskillnad mellan P. c. abietinus och P. c. collybita utanför deras huvudsakliga häcknings- och övervintringsområden.
Sibirisk gransångare, tristis, är en färglös underart, grå eller brunaktig ovan och vitaktig undertill, med lite gult i fjäderdräkten, och det mattgulvita ögonbrynsstrecket är ofta längre än hos den västra underarten. och den liknar nominatformen av berggransångare (P. s. sindianus).
Gransångaren kan vara svår att få syn på då den ofta håller sig dold i buskar och träd, där den ofta rastlöst flaxar eller hoppar omkring. 

### Läte

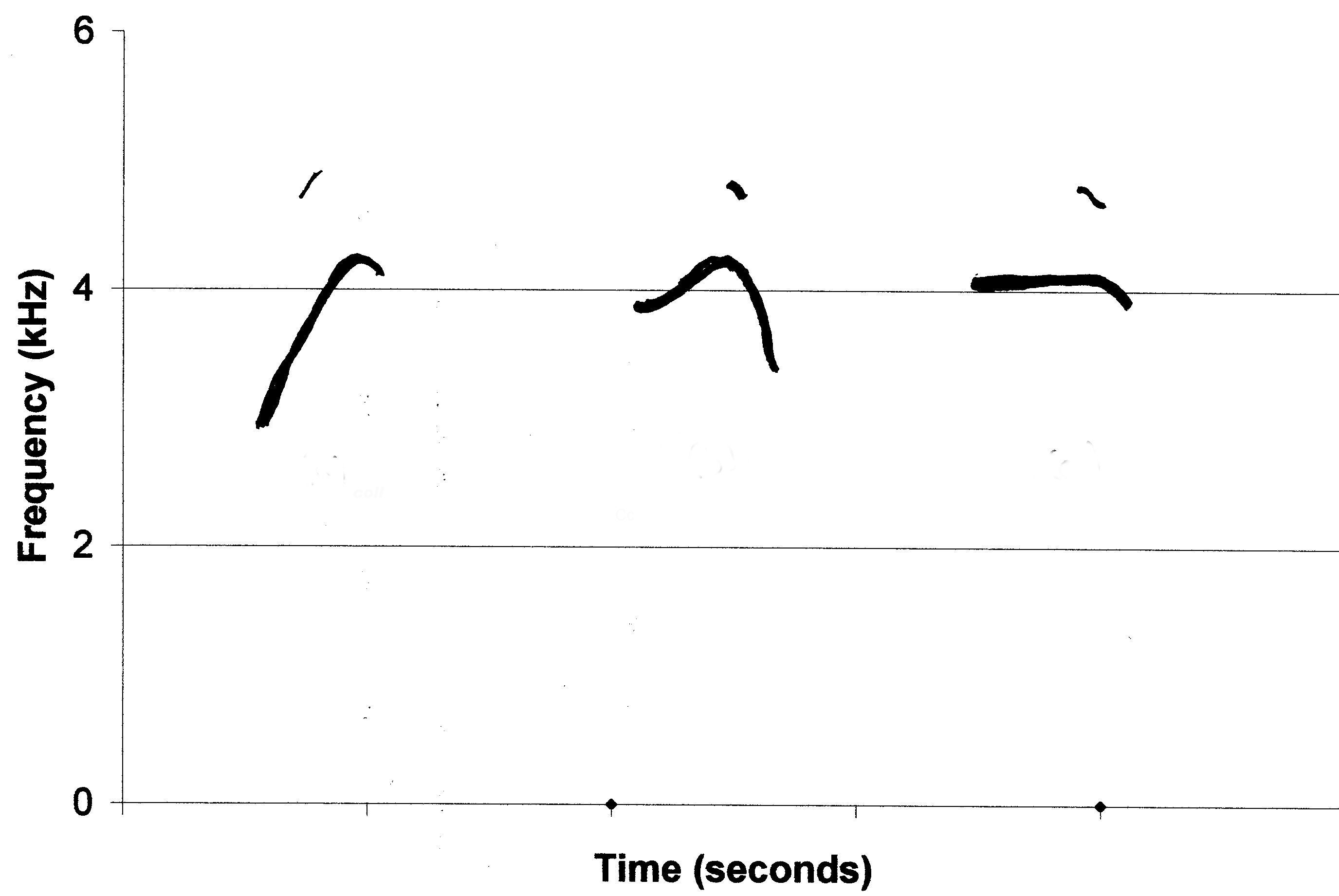
Spektrogram som jämför läten för underarterna, från vänster till höger, collybita, abietinus och tristis.

Gransångaren börjar sjunga mycket tidigt på våren, och urskiljs lätt då sången består av en- eller tvåstaviga toner i två eller tre tonlägen: "silt-salt-salt-silt-salt". En sångstrof kan vara lång, upp till 30 sekunder. Locklätet hörs ganska ofta och beskrivs som ett enkelt "hyid". Locklätet liknar därmed lövsångarens men är skarpare och kortare, och mindre tvåstavigt än lövsångarens huitt eller bergsångarens hy-if. Sången skiljer sig från iberisk gransångares, som är en kortare djup djup djup wheep wheep chittichittichiittichitta. Hybrider förekommer dock i hybridiseringszonen, men även på andra platser, och det kan därför vara vanskligt att artbestämma enbart på sången.
P. c. tristis har en suitsistsuisit-sång i högre tonläge och ett kort gällt tjiit-läte. P. c. collybita och P. c. tristis reagerar inte på varandras sång.

### Förväxlingsbara arter

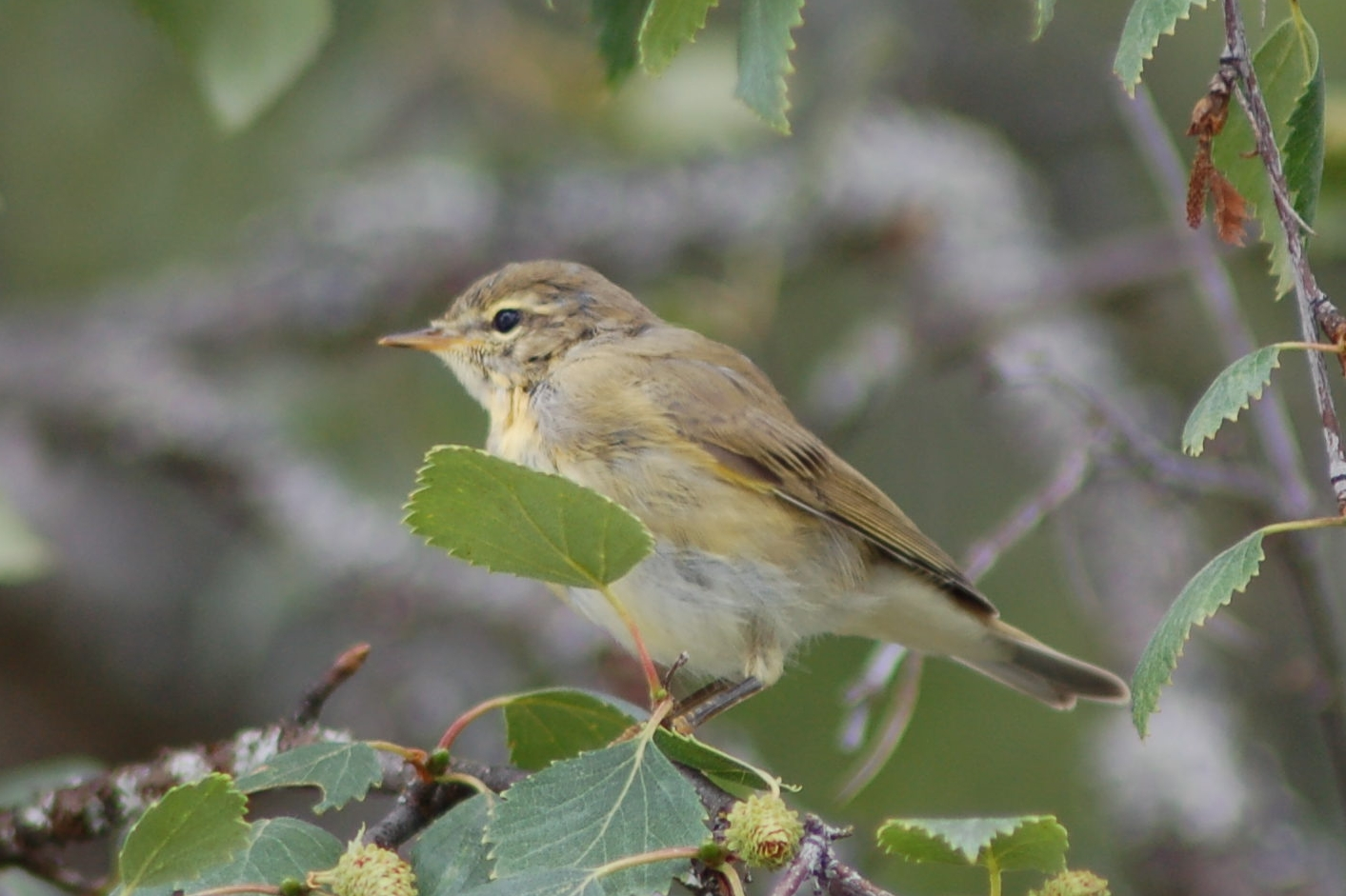
Årsunge av lövsångare som genomgår sin postjuvenila ruggning före höstflytten. Denna individ har mörka tarser vilket gör att den kan misstas för en gransångare, men handpenneprojektionen, den ljusare ovan- och undersidan och tydliga ögonbrynsstrecket visar att det är en lövsångare.

När gransångaren inte sjunger kan den vara svår att skilja från andra närbesläktade arter med grönaktig ovansida och vitaktig undersida som de arter som tidigare behandlades som underarter, men även en art som lövsångare. Gransångaren har dock i förhållande till lövsångaren mörkare ovansida, kort handpenneprojektion, gråvit undersida, knappt synbart ögonbrynsstreck, mörkare näbb och helmörka ben medan lövsångaren har ett slätare, ljusare utseende och i allmänhet blek tars. Bergsångare (P. bonelli) kan förväxlas med den östliga underarten av gransångare tristis, men den har ett otecknat ansikte och grönt på vingarna. Gransångaren har också rundade vingar under flykten, och en typisk stjärtrörelse som består av en sänkning och sedan en viftning i sidled, som skiljer den från andra arter i släktet Phylloscopus. Den kanske största utmaningen är att skilja icke-sjungande fåglar av nominatformen från iberisk gransångare i fält. I Storbritannien och Nederländerna handlar alla godkända observationer av iberisk gransångare om sjungande hanar.

## Ekologi

### Biotop
Under häckningstiden förekommer gransångaren i öppna skogsmarker med några högre träd och skydd på marken för bobygget. Dessa träd är vanligen minst 5 meter höga, med undervegetation som är en öppen, sparsam till medeltät blandning av gräs, örnbräken, nässlor eller liknande växter. Den har ett ganska specifikt häckningshabitat, som inte ens delas med närbesläktade arter. Exempelvis föredrar lövsångare (P. trochilus) yngre träd, medan grönsångare (P. sibilatrix) föredrar mindre undervegetation. På vintern återfinns gransångaren i en större variation av miljöer, däribland buskar, och är inte så beroende av träd. Den återfinns ofta nära vatten, till skillnad från lövsångare som tolererar torrare miljöer.

### Revir

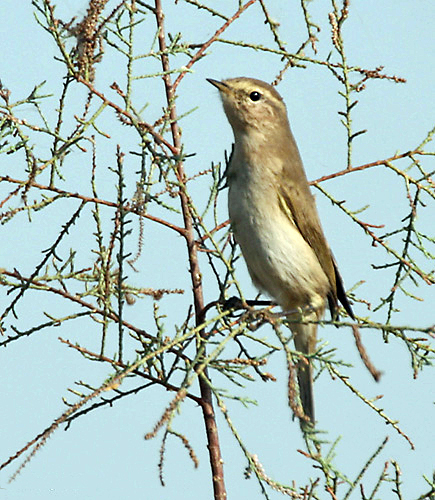
Sibirisk gransångare fotograferad nära Hodal i Indien.

Gransångarhanen är mycket revirbunden under häckningssäsongen. Den har ett kärnrevir på vanligen 20 meter tvärsöver, som försvaras häftigt mot andra hanar. Andra småfåglar kan också bli angripna. Hanen är nyfiken och orädd och angriper till och med farliga predatorer som hermelin om de närmar sig boet, liksom äggtjuvar som nötskrika. Sången, som framförs från en favoritutsiktspunkt, tycks användas för att påvisa ett etablerat revir och kontakta honan, snarare än som en strategi för att bevaka faderskapet.
Bortom kärnreviret finns ett större födoområde som kan variera i storlek, men vanligen är tio eller ännu fler gånger så stort som häckningsterritoriet. Honan brukar tillskrivas ett större födoområde än hanen. Efter att häckningen avslutats överger de sitt revir, och kan före flyttningen ansluta sig till mindre flockar där även andra arter ingår.

### Häckning
Hanen återvänder om våren till sitt häckningsrevir två eller tre veckor före honan och börjar omedelbart sjunga för att upprätta reviret och attrahera en hona. När den har hittat en hona använder hanen en långsam fjärilsliknande flykt som en del av uppvaktningsritualen, men när väl ett par etablerats jagas andra honor bort från reviret. Hanen har liten inblandning i bobygget förutom att försvara reviret. Honan bygger redet på eller nära marken på en gömd plats i rubusar eller nässlor eller annan tät låg vegetation eller i mindre träd. Det välvda redet har ingång på sidan, och byggs av grovt växtmaterial som döda löv och gräs, med finare material på insidan innan denna fodras med fjädrar. Ett genomsnittligt rede är 12,5 centimeter högt och 11 centimeter tvärsöver. Den övertäckta bokonstruktionen med ingång från sidan förekommer hos de flesta arter i släktet Phylloscopus.
Kullen består i genomsnitt av fem till sex ägg, men kan variera från två till sju stycken. Äggen är gräddvita med små rödaktiga, lila eller svartaktiga prickar och mäter omkring 1,5 centimeter på längden och 1,2 centimeter i diameter. De ruvas av honan i 13–14 dagar innan ungarna kläcks som nakna, blinda bostannare. Honan värmer och utfodrar ungarna i ytterligare 14–15 dagar tills de blir flygga. Hanen deltar sällan i utfodringen, men det sker emellanåt, särskilt när mängden insekter begränsas av dåligt väder eller om honan försvinner. Efter att ungarna blivit flygga stannar de i närheten av boet i tre till fyra veckor, och utfodras av och sover tillsammans med honan. Interaktionen mellan ungar och honan minskar sedan efter ungefär 14 dagar. I den norra delen av utbredningsområdet finns, på grund av den korta sommaren, bara tid att föda upp en kull men en andra kull är vanlig i de centrala och sydliga områdena.
Fastän paren håller ihop under häckningssäsongen och polygami är ovanligt finns det även om hanen och honan återvänder till samma plats följande år ingen tydlig igenkänning eller trohet. Korsningar med andra arter, förutom de som tidigare ansågs som underarter av P. collybita, är ovanliga, men några få exempel på hybridisering med lövsångare är kända. Sådana hybrider framför blandade sånger, men enbart detta är inget bevis på parning över artgränser.

### Föda

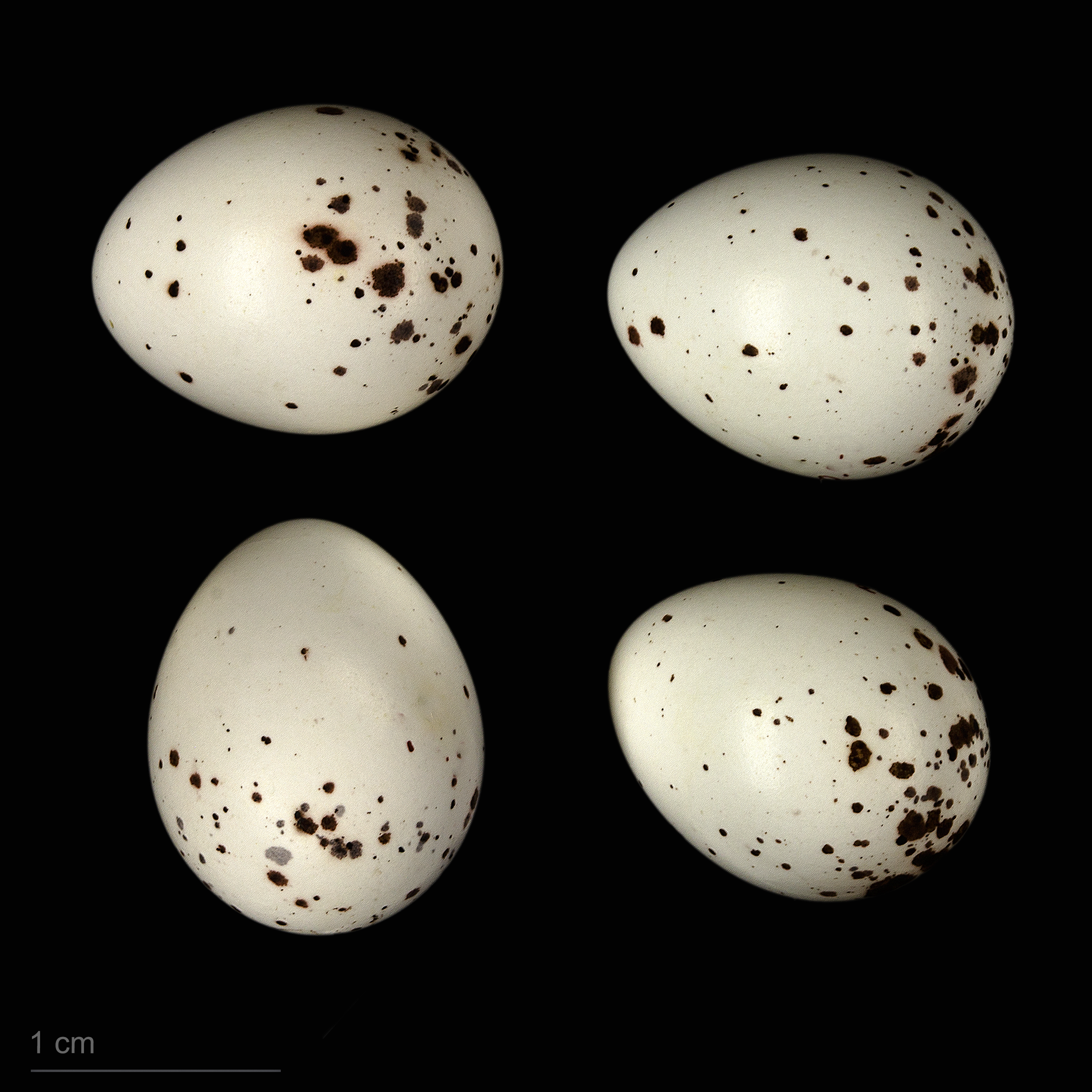
Phylloscopus collybita collybita

Liksom de flesta arter som brukade räknas till familjen sångare är gransångaren insektsätare. Den rör sig rastlöst genom lövverk eller kretsar kortvarigt. Det har belagts att den har tagit insekter, mestadels tvåvingar, från över 50 familjer, tillsammans med andra små och medelstora ryggradslösa djur. Den tar ägg och larver från fjärilar, särskilt från mindre frostfjäril. Det har uppskattats att gransångaren behöver omkring en tredjedel av sin vikt i insekter dagligen, och den födosöker nästan oavbrutet på hösten för att lägga på extra fett som bränsle för den långa flyttningen. Den äter även spindlar och på hösten ibland bär.

### Predatorer
Som hos de flesta småfåglar är dödligheten stor under det första levnadsåret, men tre till fyra år gamla fåglar observeras regelbundet och rekordet är över sju år. Denna markhäckande arts ägg, dunungar och boungar tas av hermelin, mårddjur och kråkfåglar som skata, och de adulta fåglarna jagas av rovfåglar, särskilt sparvhök. Små fåglar är också utlämnade åt väder och vind, särskilt under flyttning, men även på häcknings- och övervintringsplatserna.
Gransångaren är ibland värd för häckningsparasitiska gökar, som gök och taigagök, men den känner igen och kastar ut ägg som inte liknar dess egna och häckningsparasitismen har därför sällan framgång. Liksom andra tättingar kan gransångaren få rundmaskar som parasiter i inälvorna och fästingar på kroppens utsida.

## Gransångaren och människan

### Status och hot
Den främsta effekten av människor på denna art är indirekt, genom skogsavverkning som påverkar habitatet, predation från katter och kollisioner med fönster, byggnader och bilar. Endast den första av dessa har potential att allvarligt påverka populationer, men givet de enorma geografiska utbredningarna av P. c. abietinus och P. c. tristis, och åtgärder för bevarande av skog i utbredningsområdet för P. c. collybita, tycks gransångarens framtid vara säkrad.
Gransångaren har en mycket stor utbredning, med en uppskattad global storlek på 10 miljoner kvadratkilometer och en population på mellan drygt 40 och knappt 60 miljoner par, bara i Europa. Arten tros öka i antal. Av dessa anledningar bedöms arten som livskraftig. 
Ingen av de större underarterna är hotad. Åtminstone underarten collybita tycks ha en expanderade utbredning, som har rört sig norrut i Skottland, Norge och Sverige och en stor populationsökning i Danmark. I Sverige har arten enligt Svensk Fågeltaxering ökat med minst 123 % de senaste tio åren. 2018 uppskattades det sydliga beståndet i Sverige till 213 000 par och det nordliga till 339 000 par.

### Namn
Gransångarens namn är på flera europeiska språk onomatopoetiska och refererar till den europeiska underartens repetitiva sång, som  engelskans chiffchaff, tyskans zilpzalp, kymriskans siff-saff  och finskans tilttaltti. Det vetenskapliga namnet är av grekiskt ursprung där Phylloscopus kommer från phyllon (φυλλον), som betyder "blad", och skopeo (σκοπεω), som betyder "titta på" eller "se", vilket refererar till att släktet tillbringar en stor del av sin tid med att födosöka i träd. Artepitetet collybita är en förvrängning av kollybistes vilket betyder "penningväxlare" och är en referens till att sången skulle påminna om skramlande mynt. Gransångaren har i Sverige förr även kallats "gransmyg".